# チャールズ・ベーコン
チャールズ・ベーコン (Charles Joseph Bacon, Jr.、1883年1月9日 - 1968年11月15日)は、アメリカ合衆国フロリダ州出身の陸上競技選手。1908年ロンドンオリンピックの金メダリストである。

## 経歴
ベーコンは、1904年セントルイスオリンピックに出場。1500mでは、出場9人中最下位という結果に終わる。さらに、2年後の1906年のオリンピック中間年に行われたアテネオリンピックに出場し、400mで5位。800mで6位という結果を残している。
ベーコンがもっともその力を開花させたのが1908年のロンドンオリンピックであった。ベーコンはオリンピックの前に、400mハードルで55.8秒の非公認の世界新記録を樹立していた。オリンピックの決勝では、55.0秒の世界新記録で、同じアメリカで前回セントルイスオリンピックの覇者ハリー・ヒルマンを下し金メダルを獲得した。
しかし、4年後の1912年ストックホルムオリンピックでは、400mハードル自体が実施されず、さらに、1916年は第一次世界大戦のためオリンピックが開催されなかったため、ベーコンが再びオリンピックに出場することはなかった。
その4年後、1920年アントワープオリンピックでは400mハードルが実施され、アメリカのフランク・ルーミスが54.0秒の世界新記録で金メダルを獲得。1908年にベーコンが樹立した世界記録は12年ぶりに更新された。